# Sf9細胞

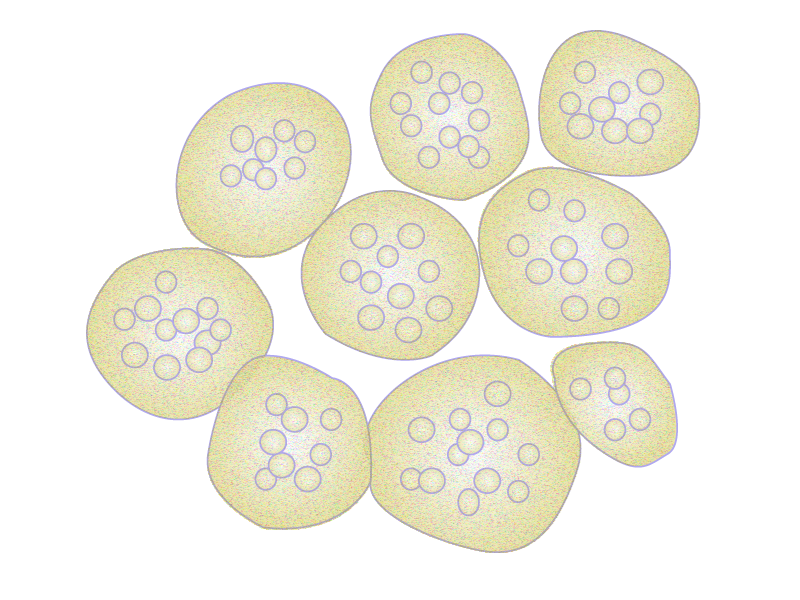

Sf9細胞 (Sf9 cells) 是由草地貪夜蛾蛹期卵巢組織發育而成的Sf21細胞的克隆株，通常用於昆蟲細胞培養中。Sf9細胞可以使用棒狀病毒生產重組蛋白，因為棒狀病毒感染Sf9細胞後，可對外源蛋白進行許多真核細胞的轉錄後加工作用，包括蛋白質折疊、醣基化、磷酸化及酰基化等。Sf9細胞可以在沒有血清的情況下生長，並且因其為半貼壁細胞而可以附著狀態或懸濁液培養，因而為大規模及高密度培養昆蟲細胞創造必要的條件。在動物疫苗研究方面，Sf9細胞目前已經用於豬第2型豬環狀病毒基因工程亞單位疫苗的商品化制備。

## 外部連結
- Cellosaurus entry for Sf9（页面存档备份，存于）